# Дмитриј Илиних
Дмитриј Сергејевич Илиних (рус. Дмитрий Сергеевич Ильиных;  Сочи, 31. јануар 1987) руски је одбојкаш.

## Каријера
Освојио је злато на Олимпијским играма у Лондону 2012. године, после победе у финалу над Бразилом. Са сениорском репрезентацијом је освојио још златну медаљу на Европском првенству 2013. године.

## Успеси
Русија
- медаље
- злато: Олимпијске игре Лондон 2012.